# Acrossocheilus iridescens
Acrossocheilus iridescens is een  straalvinnige vissensoort uit de familie van karpers (Cyprinidae). De wetenschappelijke naam van de soort is voor het eerst geldig gepubliceerd in 1927 door Nichols & Pope.
De soort staat op de Rode Lijst van de IUCN als Onzeker, beoordelingsjaar 2010.